# 庫倫人 (部落)
庫倫人（德語：Kuren）或库尔斯人是一個滅絕的波罗的海部落，他們从5世纪到16世纪生活在波罗的海沿岸（今拉脱维亚和立陶宛西部），後与其他波罗的海部落融合。他们将自己居住的土地名字命名为库尔兰（德語：Kurland），他们说的是库尔斯语。库尔斯的土地在1266年被利沃尼亚骑士团征服。庫倫人一部分与其他波罗的海部落合并，促成了立陶宛人和拉脱维亚人的民族起源，另一部分則被德意志化，成為了普魯士的德意志人或德意志波羅的海貴族階級。